# Lac Piedras Blancas
Le lac Piedras Blancas est un lac de barrage situé dans le département d'Antioquia, en Colombie.  

## Géographie
Le lac Piedras Blancas est situé dans la municipalité de Guarne, à 8 km au nord-est de la ville de Medellín. 
Il a un volume de 1,19 million de m3, pour une superficie de 0,19 km2.